# Mnais andersoni
Mnais andersoni är en trollsländeart som först beskrevs av Mclachlan in Selys 1873.  Mnais andersoni ingår i släktet Mnais och familjen jungfrusländor. IUCN kategoriserar arten globalt som livskraftig. Inga underarter finns listade i Catalogue of Life.